# Lake Monk
Der Lake Monk ist ein See in der Region Southland auf der Südinsel von Neuseeland.

## Geographie
Der Lake Monk befindet sich im südlichen Teil des Fiordland National Parks in den Cameron Mountains. Der See, der sich auf einer Höhe von ca. 570 m befindet, erstreckt sich in einer abgewickelten Form über eine Fläche von 2,04 km² und misst dabei eine Länge von rund 3,7 km von Nord nach Süd und anschließend von Nordwest nach Südost. An seiner breitesten Stelle kommt der See auf eine Breite von rund 800 m. Der Lake Monk wird von einigen Gebirgsbächen gespeist und findet seinen Abfluss am südöstlichen Ende des Sees. Der nicht näher bezeichnete Stream, der den Lake Monk entwässert, mündet nach ca. 8,5 km in den Big River, der hingegen den Lake Hakapoua füllt und anschließend in den südöstlichen Ausläufer der Tasmansee mündet.